# جيري لوبيز
جيري لوبيز (بالإنجليزية: Gerry Lopez)‏ هو متركمج وممثل أمريكي، ولد في 7 نوفمبر 1948 في هونولولو في الولايات المتحدة.

## أعمال

### أفلام
- (1982) كونان البربري[4][5]

## وصلات خارجية
- جيري لوبيز على موقع EncyclopediaOfSurfing.com (الإنجليزية)
- جيري لوبيز على موقع قاعة هاواي للمشاهير الرياضية (مؤرشف) (الإنجليزية)
- جيري لوبيز على موقع IMDb (الإنجليزية)
- جيري لوبيز على موقع ألو سيني (الفرنسية)
- جيري لوبيز على موقع ميوزك برينز (الإنجليزية)
- جيري لوبيز على موقع أول موفي (الإنجليزية)
- جيري لوبيز على موقع قاعدة بيانات الأفلام السويدية (السويدية)
- جيري لوبيز على موقع قاعدة بيانات الفيلم (الإنجليزية)
- جيري لوبيز على موقع كينوبويسك (الروسية)